# Vodskov Kirke
Vodskov Kirke er sognekirken i Vodskov Sogn, der hører under Aalborg Stift og ligger i Aalborg Kommune og Kær Herred. Kirken blev indviet i 1909 og var bekostet af sagfører Anders Olesen (1854-1929), dog med et statstilskud på 25.000 kr.
Kirken blev opført som en filial af sognekirken (Hammer Kirke), idet Vodskov dengang lå i den sydlige del af Hammer Sogn og først senere er skilt fra som et selvstændigt sogn.
P.V. Jensen Klint var arkitekt på kirken.
- Altertavle og apsisudsmykningen med Sankt Kristoffer og Jesusbarnet
- Døbefonten

## Eksterne kilder og henvisninger
- Wikimedia Commons har flere filer relateret til Vodskov Kirke
- Kirken i Vodskov Arkiveret 8. marts 2005 hos  Wayback Machine
- Vodskov Kirke Arkiveret 31. januar 2011 hos  Wayback Machine hos nordenskirker.dk
- Vodskov Kirke hos Aalborg Stift. Arkiveret 15. februar 2022 hos  Wayback Machine